# Asdrúbal Chávez
Asdrúbal José Chávez Jiménez (Barinas, Venezuela, 18 de mayo de 1954) es un ingeniero químico y político venezolano, quien ocupó hasta el 6 de enero de 2023 la presidencia de Petróleos de Venezuela S.A. (PDVSA). Fue presidente de Citgo, filial de la estatal petrolera venezolana PDVSA (nov 2017-ene 2019).
Se ha desempeñado como diputado a la Asamblea Nacional de Venezuela (2016-2017) y ministro de Petróleo y Minería. Es primo del fallecido Presidente de Venezuela, Hugo Chávez Frías.

## Trayectoria
Es oriundo del pequeño poblado de Barinas. Se graduó de ingeniero químico en la Universidad de Los Andes en 1979 en Mérida. Apenas egresado comenzó su carrera en la industria petrolera; alcanzó diversos cargos en la mesa ejecutiva de PDVSA, como director de la misma, presidente de Citgo.
Inició su carrera profesional en la estatal petrolera Pdvsa como Ingeniero de arranque del Proyecto de Expansión de la Refinería El Palito. En ese mismo complejo petrolero, Asdrúbal pasó por varios cargos, ocupó la Dirección Ejecutiva de Recursos Humanos, hasta liderar el equipo de Estudio Integral de la Organización en 1994. Su hija, Andrea Cristina Chávez Sánchez participó en el certamen Miss Carabobo 2017. 

## Trayectoria política
(ene 2000- ene 2016)
Ingeniero Químico graduado en la Universidad de Los Andes, Estado Mérida, en 1979. Ese mismo año comenzó su carrera en la industria petrolera venezolana como Ingeniero de Arranque del Proyecto de Expansión de la Refinería El Palito (EL PAEX), ubicada en el Estado Carabobo. Posteriormente ocupó diferentes posiciones en las áreas de Servicios Industriales, Destilación y Especialidades, Conversión y Tratamiento, Movimiento de Crudo y Productos, Programación y Economía e Ingeniería de Procesos.
En 1989 fue asignado a la empresa UOP, en Estados Unidos, con la finalidad de realizar una especialización en procesos. En 1990 lideró el Proyecto de Expansión de las Unidades de Crudo y Vacío de la Refinería El Palito. En 1993 fue designado superintendente de Ingeniería de Procesos y en 1994 encabezó el equipo de Estudio Integral de la Organización de la Refinería El Palito. Durante el período 1995-1999 ocupó diferentes posiciones supervisoras y gerenciales.
En el año 2000 estuvo asignado a la Oficina de la Presidencia de PDVSA, primero en la reestructuración del Ministerio de Producción y Comercio y luego en el Proceso de Constituyente Económica. En el año 2001 fue asignado a la empresa Bitúmenes Orinoco, S. A. (BITOR) como Gerente de Recursos Humanos. 
En el año 2002 es nombrado asistente a la Junta Directiva de BITOR. A raíz del sabotaje petrolero en diciembre del 2002 fue designado Gerente General de la Refinería El Palito y en agosto de 2003 fue nombrado Director Ejecutivo de Recursos Humanos de PDVSA. En marzo de 2004 fue designado, adicional a sus responsabilidades de Director de RRHH, como Director Ejecutivo de Comercio y Suministro de PDVSA y estuvo al frente del equipo negociador de PDVSA en las discusiones del Contrato Colectivo Petrolero 2004-2006.
Desde enero de 2005 es director de CITGO y representante de PDVSA en diferentes filiales y empresas mixtas. En 2007 fue designado Vicepresidente de Refinación, Comercio y Suministro de PDVSA el 23 de mayo de 2007 y en diciembre del 2009 es nombrado Viceministro de Petroquímica. Adicionalmente ha venido desempeñando cargos de presidente y de dirección en diferentes filiales de PDVSA en Venezuela y en el exterior.
Fue en 2009 que entró al tren ministerial como viceministro de Petroquímica, cargo adscrito al Ministerio de Petróleo y Minería. Luego, en mayo de 2011 y junto al recién designado presidente de Pdvsa, Eulogio del Pino, Chávez ocupó la vicepresidencia de la estatal petrolera.
El 28 de junio de 2013 es designado Secretario Ejecutivo de Petrocaribe.
En Gaceta Oficial Nro. 40.337 del 20 de enero de 2014, es ratificado mediante Decreto Presidencial Nro. 739, como Viceministro de Refinación y Petroquímica del Ministerio del Poder Popular de Petróleo y Minería.
En Gaceta Oficial Nro. 40.488 del 2 de septiembre de 2014, es nombrado mediante Decreto Presidencial Nro. 1.213 como Ministro del Poder Popular de Petróleo y Minería, reemplazando a Rafael Ramírez Carreño como ministro de Petróleos y Minería, designado por Nicolás Maduro, en medio de una serie de medidas económicas anunciadas el 3 de septiembre de 2014. Hasta ese momento se desempeñaba como Viceministro de Petroquímica. 
A principios del mes de enero de 2015, fue designado por el presidente Nicolás Maduro, como responsable de la Unidad Petrolera y Energética del Estado Mayor de Recuperación Económica.

## Presidente de Citgo
El 22 de noviembre de 2017 es nombrado presidente interino de Citgo estando en las Bahamas desde donde venía trabajando, a la espera de la renovación de la visa.
La crisis organizativa de Citgo nace en julio de 2018, después de ser nombrado presidente de Citgo, Asdrúbal Chávez, le revocan la visa al estar sancionado acusándolo de abusos de derechos y corrupción a funcionarios afines al gobierno de Nicolás Maduro, Estados Unidos hizo que sus visas de trabajo y de turismo fueran revocadas por los Estados Unidos y se le ordenó abandonar el país dentro de los treinta días.
Asdrubal Chávez estando trabajando en Houston inicio a administrar desde las Bahamas, lugar desde donde venía trabajado por alrededor de un año tras serle negada la visa estadounidense, fue que recibió una notificación el 30 de enero de 2019 de Houston, que le estaban cerrando las cuentas de correo y suspender los viajes de funcionarios afines, para la entrada de la nueva junta directiva. Para 29 de enero de 2019 el gobierno interino de Juan Guaidó toma el control de Citgo.
Posteriormente el 27 de abril de 2020, Chávez es nombrado presidente de la Empresa Estatal Petróleos de Venezuela, S.A. (PDVSA) hasta enero de 2023.

## Controversias

### Pérdidas de transporte marítimo de petróleo
Durante casi una década, entre 2005 y 2014, Asdrúbal Chávez detentó roles clave en la gestión de la flota de cargueros petroleros de Pdvsa que hoy está prácticamente desmantelada y que no resultó como lo que quería hugo Chávez. 3,781 millones de dólares se desembolsaron por buques que hoy no están al servicio de Pdvsa. Un astillero que no fue concluido, exceso pago de fletes por alquiler.
Transalba empresa mixta Cuba-Venezuela
En 2005 Hugo Chávez crea la empresa de Transportes del Alba, Transalba, empresa mixta cubano-venezolana (acciones 50% cuba y 50% Venezuela) destinada al envío de crudo venezolano cuyo objetivo fue el transporte de petróleo hacia países del Caribe inscritos en el Alba,  siendo  Asdrúbal Chávez, vicepresidente de Refinación, Comercio y Suministro de Pdvsa quién firmó un contrato por quince años con Transalba a raíz de eso, aproximadamente 177 millones de dólares en fletes quedaron entrampados en un esquema que dejó como gran ganadora a la contraparte cubana, según el análisis de los documentos filtrados durante un periodo que cayó el precio del petróleo. La empresa transalba fue inscrita en las Bahamas (considerado un paraíso fiscal). El 9 de febrero de 2009 compraron su primer tanquero "el Pétion", llamado así en honor al prócer haitiano Alexander Pétion.  Estaría destinado a transportar crudo liviano desde la refinería de Puerto La Cruz hasta la refinería Camilo Cienfuegos en Cuba. Cuatro meses después comprarían "el Sandino" de procedencia China ambos valorados en 135 millones de dólares y financiados 90% por el Banco Nacional de Desarrollo Venezuela (BANDES), tipo Panamax, de 490 mil barriles de capacidad, los cuales no volvieron aparecer en los balances anuales desde el 2012. Para 2020 ambos tanqueros se desplazan con bandera cubana y panameña como propiedad de la empresa del cubano Guillermo Faustino Rodríguez López-Callejas.
Astillero Río Santiago
El extraño caso de la construcción de los dos buques tanqueros Eva Peron y el buque Juana Azurduy que fueron solicitados en julio de 2004, acordado por el entonces presidente Néstor Kirchner y su par de Venezuela, Hugo Chávez, firmaron un acta compromiso y en 2005 el contrato que estableció la construcción de dos buques del tipo Products Tankers (Tanqueros Producteros – BT) y sus dimensiones comprenden una eslora total de 182,88 metros, una manga de 32,20 metros, 17,20 metros de puntal, 47 mil toneladas de porte bruto por un monto de 112 millones de dólares para ser entergados en 2008, en abril de 2012 ARS logró un incremento de 39 millones de dólares, por las dos unidades. Sin embargo para octubre de 2021 el presidente Fernández justificó por los problemas del covid-19 y las sanciones que sufría Venezuela, reinició la construcción. Los auditores de Pdvsa señalaron en informes internos del año 2017 que eran millonarios los costos por oportunidades de pérdidas debido al retardo de 87 meses en la entrega de los buques. El contrato le permitió al Astillero argentino recuperar la capacidad de construir un buque de gran porte, luego de tres décadas, que fue desintegrada en la década de los noventa. Para el 4 de mayo de 2023 un reporte de Reuters de PDV-Marina informaba que más de la mitad de los 22 buques petroleros de la flota venezolana están tan deteriorados que deberían ser reparados inmediatamente o retirados del servicio. Poco se sabe del proyecto en 2006 que Chávez mencionaba sobre la indepencia de transporte y los 300 millones de dólares pagados por 6 unidades a astilleros de Irán y Argentina que aun no se han entregado los tanqueros argentinos Eva Peron y el buque Juana Azurduy Además el informe de PDV-Marina, explicó que Pdvsa pagó casi 80% de los 160 millones de dólares adeudados por dos petroleros del Astillero Río Santiago en Argentina.
Pérdida de tanqueros con Petrochina
Otro problema surgió entre enero y agosto de 2020, los problemas financieros entre PDVSA y la empresa PetroChina Co Ltd, llevó a la quiebra de la empresa CV Shipping Pte Ltd que administraba cuatro buques superpetroleros que provocaron la pérdida de tres transportadores de petróleo tipo VLCC (Very Large Crude Carrier), con una capacidad de más de 300.000 toneladas: el Junín, Boyacá y Carabobo al tener un año sin pagar seguro pasaron a un remate tramitada ante un tribunal de Singapur además de tener congeladas sus cuentas bancarias. En agosto Petrochina International tomó posesión exclusiva de tres de los buques (Junín, Boyacá y Carabobo) 
El petrolero Ayacucho quedó en propiedad de Venezuela hasta noviembre de 2020 como el barco insignia de Pdvsa, cuando pasó a pertenecer a la flota petrolera rusa. "Es un buque que carga dos millones de barriles"
Astillero de Bushehr de Irán Marine
El contrato para construir cuatro buques en un astillero de Irán en 2006 ha estado plagado de contratiempos, con características que destacan en este buque Aframax 2, están los 250 metros de eslora, 44 metros de manga, 21 metros de altura, con una profundidad de calado de 14.8 metros, y una velocidad de 15 nudos, siendo capaz de transportar unos 800 mil barriles de petróleo. Los buques fueron entregados en 2020 y 2022 
PDV-Marina ha pagado unos 173 millones de dólares o 63% de los 272 millones de dólares a la Irán Marine Industrial Company (Sadra), sancionada por Estados Unidos, por cuatro petroleros, según los documentos.. El gobierno de Maduro en 2023 pidió la preparación de dos buques más, el costo de cada uno será de unos 33,77 millones de dólares publica Reuters.

### PDVSA-Cripto
Luego de su pase a retiro de la presidencia de PDVSA en enero de 2023, fue nombrado presidente el coronel Pedro Tellechea, quien inmediatamente inició una auditoría de los embarques y ordenó suspender en todas las terminales el embarque de petróleo de exportación, principalmente a oriente y China, se revisarían los contratos y se exigirá el pago por lo menos del 50% del embarque. sin embargo el gobierno no lo ha responsabizado ni mencionado durante las investigaciones del Caso PDVSA-Cripto ocurrido entre abril de 2020 y marzo de 2023.

### Los bonos de la república del petróleo
En abril de 2023 una investigación hecha por el economista Orlando Ochea Terán del periódico El Nacional, Luego de que se declarara culpable en la corte de Miami este 30 de marzo de 2023, el abogado venezolano Álvaro Ledo Nass, secretario de la junta directiva de Pdvsa que explico como coordinó la transación de unos bonos. El periodista reveló un complot urdido en 2007 por Rafael Ramírez Carreño y Asdrúbal Chávez, para apropiarse unos supuestos "Bonos de la República", suscrito en fecha 12 de mayo de 2010 y una segunda parte para cancelar el 20 de febrero de 2013 cobrados a las petroleras: Chevron-Texaco, de Estados Unidos; Rosneft, de Rusia; Statoil, de Noruega; Total, de Francia; BP, del Reino Unido; ENI, de Italia; Sinopec, de China; e INE Paria por 5,800 millones de dólares a través de una cuenta encriptada en su momento que pertenecía a la filial de Pdvsa Commerchamp creada en 1987 y posteriormente registrada en Panamá siendo el director Asdrubal Chávez, los depósitos se harían en el Banco Espírito Santo en Madeira.